# Anacasta biplagiata
Anacasta biplagiata är en skalbaggsart som beskrevs av Stefan von Breuning 1940. Anacasta biplagiata ingår i släktet Anacasta och familjen långhorningar. Inga underarter finns listade i Catalogue of Life.